# Sao heli cực đoan
Sao heli cực đoan (viết tắt là EHe), hay sao biến PV telescopii, là một sao siêu khổng lồ có khối lượng thấp và gần như không có hydro, nguyên tố hóa học phổ biến nhất của vũ trụ. Hiện tại vẫn chưa rõ bằng cách nào mà các ngôi sao không có nguyên tố hydro có thể hình thành từ các đám mây phân tử, giả thuyết được đưa ra là các ngôi sao loại này là kết quả tích hợp các sao lùn trắng lõi heli vào các sao lùn trắng lõi oxy-carbon.

## Tính chất
Các ngôi sao heli cực đoan tạo thành một phân nhóm nhỏ trong phân nhóm lớn các ngôi sao thiếu hydro. Loại thứ hai bao gồm các ngôi sao carbon nguội như R Coronae Borealis, sao quang phổ O hoặc B giàu heli, sao I Wolf-Rayet, sao AM CVn, sao lùn trắng có quang phổ loại WC và sao có quang phổ chuyển tiếp như PG 1159.
Ngôi sao heli cực đoan nổi tiếng đầu tiên là HD 124448 được Daniel M. Popper phát hiện vào năm 1942 tại Đài thiên văn McDonald ở Austin, Texas, Hoa Kỳ. Ngôi sao này không hiển thị các vạch hydro trong quang phổ của nó, nhưng hiển thị rõ các vạch heli cũng như các vạch carbon và oxy. Sao thứ hai, PV telescopii, được phát hiện vào năm 1952, và đến năm 1996, tổng cộng 25 sao loại này đã được phát hiện. (Danh sách này đã được thu hẹp còn 21 sao vào năm 2006.)  Một đặc điểm chung của những ngôi sao loại này là tỷ lệ của carbon so với heli luôn nằm trong khoảng 0,3 đến 1%. Điều này là một sự ổn định của tỷ lệ khối lượng so với các tỷ lệ của các nguyên tố khác bên trong các ngôi sao nhóm EHe.